# إمدادات المياه والصرف الصحي في البرتغال
شهدت خدمات إمدادات المياه والصرف الصحي في البرتغال تطورات هامة في الوصول إلى الخدمات والتقنيات المستخدمة وجودة الخدمة على مدى العقود الماضية (الثمانينيات والتسعينيات من القرن العشرين)، التي ساهمت الأموال الهامة الممنوحة من قبل الاتحاد الأوروبي في حصولها. ومع ذلك، فما تزال جودة الصرف الصحي منخفضة نسبيًا في المناطق الريفية الجبلية وتسيطر البلديات على مصادر المياه الخاصة لبعض الناس.
خلال التسعينات، وضعت البرتغال إطارًا مؤسسيًا حديثًا لهذا القطاع، تضمن وكالة تنظيمية وطنية (إي آر إس أيه آر – أو الهيئة تنظيم خدمات المياه والصرف الصحي) وشركات المياه والصرف الصحي متعددة البلديات.

## الوصول
تحصل 93٪ من الأسر في البرتغال على مياه الشرب عن طريق التوصيلات المنزلية (97٪ في المناطق المدنية، ولكن 50٪ فقط في المناطق الريفية). تمتلك 76٪ من الأسر تمديدات شبكات الصرف الصحي.

## جودة الخدمة

### مياه الشرب
تبقى إمدادات المياه مستمرة، باستثناء فترات الجفاف.
جودة مياه الشرب ليست جيدة باستمرار، خاصة في الأنظمة الصغيرة. لا تلتزم البرتغال بلائحة ثوابت مياه الشرب (الحديد، المنغنيز، القولونيات الكلية، القولونيات البرازية، المكورات العقدية البرازية والمطثية) المنصوص عليها في توجيهات الاتحاد الأوروبي بشأن مياه الشرب. على سبيل المثال: لا تتوافق ما يقرب من 50٪ من مناطق إمدادات المياه فيما يتعلق بمجموع القولونيات بشكل عام، في حين عدم امتثال 20٪ من المناطق بثابت القولونيات البرازية.

### مياه الصرف
لا تمتثل البرتغال بشكل كامل حتى الآن للوائح الاتحاد الأوروبي المتعلقة بشأن تصريف مياه الصرف الصحي. حتى عند وجود محطات معالجة مياه الصرف الصحي فإنها لا تعمل دائمًا بشكل صحيح. على سبيل المثال: لا تعمل محطات المعالجة بشكل صحيح بعد هطول الأمطار الغزيرة، خاصة في المدن الحاوية على شبكات صرف صحي مدمجة. وتكثر فيضانات المجاري أثناء هطول الأمطار الغزيرة، يرجع ذلك جزئيًا إلى توصيلات تصريف مياه الأمطار غير المصرح بها إلى نظام الصرف الصحي.
على سبيل المثال: لم تكن محطة الكانتارا لمعالجة مياه الصرف الصحي في لشبونة تعمل في عام 2007؛ قبل أن تُجدد في عام 2011. في ماتوسينهوس في منطقة بورتو، لا تتم سوى عمليات المعالجة الأساسية. في كوستا دي أفيرو، لا يُجمع 60٪ من الحمل الملوث المتولد ويبقى 65٪ دون معالجة. في بوفوا دي فارزيم/فيلا دو كوندي، لم يُجمع 60٪ من الحمل ومستوى المعالجة غير معروفة.
يُمنع الاستحمام في بعض الشواطئ بسبب التلوث.

## مسؤولية إمدادات المياه والصرف الصحي

### السياسة والتنظيم
وزارة البيئة والتنمية الإقليمية هي المسؤولة عن السياسات القطاعية. مثلما هو الحال في العديد من البلدان الأخرى، فإن المياه والصرف الصحي ليست أولوية سياسية. غالبًا ما تُوجه الإجراءات السياسية على المستوى المحلي على المدى القصير، كالفترة بعد الدورات الانتخابية مثلًا، مع تخطيط محدود على المدى الطويل. ومع ذلك، كان هناك استقرار ملحوظ لإطار السياسة الوطنية بشكل مستقل عن الدورات الانتخابية.
أنشأت البرتغال وكالة تنظيمية وطنية في عام 1997، تسمى الآن هيئة تنظيم خدمات المياه والنفايات (إي آر إس أيه آر) وهي المسؤولة عن إمدادات المياه والمياه العادمة وإدارة النفايات الصلبة. وتشتمل صلاحياته على التنظيم الاقتصادي لمقدمي الخدمات، وكذلك تنظيم جودة خدمتهم، بما في ذلك جودة المياه. يدير الوكالة التنظيمية مجلس مكون من ثلاثة أعضاء عُينوا بناءً على توصية من وزير البيئة.
تقع مسؤولية إدارة الموارد المائية على عاتق معهد المياه آي إن أيه جي الذي أُنشئ عام 1993 تحت إشراف وزارة البيئة والتنمية الإقليمية. يعمل آي إن أيه جي -من بين أمور أخرى- على أساس قانون المياه لعام 2005، الذي ينقل توجيهات إطار عمل الاتحاد الأوروبي بشأن المياه إلى قانون وطني. وضعت البرتغال خطة مياه وطنية و 15 خطة حوض نهر.

### تقديم الخدمات
توفير خدمات المياه والصرف الصحي في البرتغال مسؤولية مشتركة بين 308 بلدية بالإضافة إلى الشركة الوطنية القابضة العامة أيه دي بّي والشركات التابعة لها. يتلقى نحو 73٪ من السكان في 243 بلدية المياه مباشرة من البلديات (3.5 مليون شخص) أو عن طريق شركات البلدية المُنشأة بموجب القانون العام (2.5 مليون شخص). يتلقى 27٪ من السكان المياه مباشرة من الشركات المُنشأة بموجب القانون الخاص، بما في ذلك 1.7 مليون من الشركات متعددة البلديات المملوكة للأغلبية من قبل أيه دي بّي و0.9 مليون من شركات البلدية الأخرى المنشأة بموجب القانون الخاص. لا تتحكم العديد من البلديات في مصادر إمدادات المياه السائبة. تبيع الشركات التي أُنشئت بموجب القانون الخاص، ولا سيما الشركات متعددة البلديات التي تمتلكها أيه دي بّي المياه للبلديات، ما يوفر المياه بشكل غير مباشر بكميات كبيرة إلى 53٪ من السكان. بالإضافة إلى ذلك -مثلما ذكر أعلاه- توفر الشركات المنشأة بموجب القانون الخاص المياه مباشرة إلى 27٪ من السكان. وبالتالي، يتلقى نحو 80٪ من السكان المياه بشكل مباشر أو غير مباشر من الشركات متعددة البلديات التي أنشئت بموجب القانون الخاص.
بغض النظر عن إنشاء المرافق بموجب القانون العام أو الخاص، فإن جميع البنية التحتية تقع تحت الملكية العامة. مشاركة القطاع الخاص محدودة فقط في توفير خدمات المياه والصرف الصحي. يُوفر تصريف مياه العواصف مباشرة من قبل البلديات.